# Depapepe
Depapepe (デパペペ depapepe) (tiếng Hàn Quốc: 데파 페페) là một nhóm nhạc của Nhật Bản. Bộ đôi acoustic guitar bao gồm Miura "Depa" Takuya (sinh ngày 05/04/1983 tại Kobe) và Tokuoka "Pepe" Yoshinari (sinh ngày 15/07/1977 tại Kobe), được thành lập vào năm 2002.
Depapepe đã phát hành ba album indie, nhưng phải đến khi phát hành album chính thức "Let's Go !!!", họ mới thực sự nổi tiếng với con số hơn 100.000 bản được tiêu thụ và nằm trong top 10 Instrumental Artist Debut Chart của Oricon Chart.
Tên gọi của nhóm bắt nguồn từ sự kết hợp giữa hai biệt danh của các thành viên ban nhạc, bằng cách kết hợp một từ Nhật Bản "răng hô" - 'deppa', và tên ban nhạc trước đó của Takuoka, 'DERUPEPE'. Trái ngược với một số lời đồn đại giữa các fan của họ về quan hệ giữa hai thành viên, họ không phải là anh em. Trong năm 2002, bộ đôi này gia nhập Sony Music. Họ cũng đệm một số đoạn guitar cho bộ anime nổi tiếng Honey and Clover và tập hợp thành một album soundtrack có tên "Night & Day".

## Thành viên
- Miura Takuya (三浦拓也) - Depa (sinh tại Kobe ngày 5 tháng 4 năm 1983)
- Tokuoka Yoshinari (徳岡慶也) - Pepe (sinh tại Kobe ngày 15 tháng 7 năm 1977)

## Danh sách đĩa hát

### Indie album
- ACOUSTIC FRIENDS (5 tháng 2 năm 2004)
  1. Hi-D!!
  2. La tanta
  3. 真夜中の怪盗 Thief of Midnight
  4. 水面に浮かぶ金魚鉢 Goldfish Bowl Floating on the Water
  5. 風 Wind
  6. いつかみた道 The Road Seen Someday
  7. 木漏れ陽の中で In the Sunshine Shining Through the Trees
  8. THIS WAY
- Sky! Sky! Sky! (15 tháng 7 năm 2004)
  1. Sky! Sky! Sky!
  2. Sabamba
  3. さざなみ Ripple
  4. TIME
  5. 微風 Breeze
- PASSION OF GRADATION (2 tháng 12 năm 2004)
  1. 激情メランコリック Passion Melancholic
  2. DUNK
  3. FRIENDS
  4. Snow Dance
  5. ありがとう。 Thank You.
  6. Fun Time

### Đĩa đơn
- SUMMER PARADE (20 tháng 7 năm 2005)
  1. SUMMER PARADE
  2. B. B. D
  3. オールド・ビーチ Old Beach
  4. 星の数だけ願いは届く Reach Many Wishes as the Number of the Stars
- Spur - WINTER VERSION'05/Swingin' Happy X'mas (シュプール －WINTER VERSION'05/Swingin' Happy X'mas) (30 tháng 11 năm 2005)
  1. Spur - WINTER VERSION'05 (シュプール -WINTER VERSION '05)
  2. Swingin' Happy X'mas
- Lahaina (ラハイナ) (15 tháng 3 năm 2006)
  1. ラハイナ Lahaina
  2. きっとまたいつか Surely Some Other Day
  3. JAC(K) IN THE BOX
- Night & Day: DEPAPEPE meets Honey and Clover (ハチミツとクローバー) (11 tháng 10 năm 2006)
  1. Night & Day
  2. パステル通り Pastel Toori (Pastel Street)
  3. ハチロク Hachi Roku
  4. 光ノサキへ Hikari no Saki he (Beyond the Light)
- Sakura Kaze (桜風) (21 tháng 2 năm 2007)
  1. 桜風 Sakura Wind
  2. DAYS
  3. Happy Shine
- KATANA (22 tháng 4 năm 2009)
  1. KATANA
  2. KATANA staging Diggy-MO'
  3. HighRock!!
  4. 雨音 Rain Sound

### Mini Album
- Hi！Mode！！ (19 tháng 5 năm 2005)
  1. 哀愁バイオレット Sorrow Violet
  2. 夕焼けサイクリング Sunset Cycling
  3. Harvest
  4. Tiger
  5. 半月 Half Moon
  6. シュプール Ski Trace
  7. Morning Smile

### Album
- Let's Go!!! (18 tháng 45 năm 2005)
  1. Hi-D!!!
  2. START
  3. Wake Up!
  4. MTMM
  5. バタフライ Butterfly
  6. 風見鶏 Weathercock
  7. 時計じかけのカーニバル Clockwork Carnival
  8. 雨上がり After the Rain
  9. Wedding Bell
  10. Over the Sea
  11. いい日だったね。 It was a Good Day.
  12. FLOW
- Ciao! Bravo!! (19 tháng 4 năm 2006)
  1. キミドリ Yellowish green
  2. ラハイナ Lahaina
  3. Judgement
  4. SLOW SUNSET
  5. 寝待ちの月 Moon's Bedtime Waiting
  6. さくら舞う Sakura Dancing
  7. 伯爵の恋 Count's Love
  8. 青春カムバック Youth Comeback
  9. きっとまたいつか (album version) Surely Some Other Day
  10. ブラボー・マーチ Bravo March
  11. SUNSHINE SURF!!
  12. T.M.G.
  13. ラハイナ (mahalo version)
- BEGINNING OF THE ROAD ～collection of early songs～ (25 tháng 4 năm 2007)
  1. 風 '07 ver. Wind
  2. La tanta cha cha cha ver.
  3. Sky! Sky! Sky! '07 ver.
  4. さざなみ splash ver. Ripple
  5. 木漏れ陽の中で brilliant ver. In the Sunshine Shining Through the Trees
  6. 真夜中の怪盗 失われた秘宝の謎 Thief of Midnight Mystery of the Lost Treasures
  7. 激情メランコリック 情熱MIX Passion Melancholic Passion MIX
  8. いつかみた道 '07 ver. The Road Seen Someday
  9. DUNK studio session
  10. Snow Dance winter session
  11. THIS WAY B.O.R. ver.
  12. ありがとう。 for you ver. Thank you.
  13. SINGING　BIRD
- デパクラ (DEPACLA)　～DEPAPEPE PLAYS THE CLASSICS～ (28 tháng 11 năm 2007)
  1. パッヘルベルのカノン Pachelbel's Canon in D
  2. 2声のインヴェンション第４番 Bach's Invention No.4
  3. G線上のアリア Bach's Air on G String
  4. ピアノソナタ第8番 ハ短調 作品13 "悲愴"第2楽章 Beethoven’s Piano Sonata No. 8 in C minor, op. 13 "Pathetique"
  5. ジムノぺディ第1番 Satie's Gymnopedie No.1
  6. ボレロ Ravel's Bolero
- HOP! SKIP! JUMP! (2 tháng 4 năm 2008)
  1. FESTA!!
  2. Ready! GO!!
  3. Great Escape
  4. 禁じられた恋 Forbidden Love
  5. Horizon
  6. 旅の空から、 The Journey from the Sky,
  7. Marine Drive
  8. ROSY
  9. a ボトム A Bottom
  10. VIVA! JUMP!
  11. GIGIO²
  12. 桜風 Sakura Wind
- デパナツ (DEPANATSU) ～drive!drive!!drive!!!～ (30 tháng 7 năm 2008)
  1. ラハイナ（CW version） Lahaina
  2. Sky! Sky! Sky!
  3. Over the Sea
  4. FLOW
  5. SUMMER PARADE
  6. SLOW SUNSET
  7. Happy Shine
  8. 光ノサキへ Beyond the Light
  9. さざなみ splash ver. Ripple
  10. SUNSHINE SURF!!（CW version）
  11. 星の数だけ願いは届く Reach Many Wishes as the Number of the Stars
  12. ひと夏の恋 Summer Romance
  13. Sky! Sky! Sky! '07 ver.
- デパフユ(DEPAFUYU)～ 晴れ 時どき 雪～ (26 tháng 11 năm 2008)
  1. シュプール -WINTER VERSION '05
  2. Night & Day
  3. 夕焼けサイクリング Sunset Cycling
  4. Snow Dance winter session
  5. TIME
  6. Dreams
  7. パステル通り Pastel Street
  8. 散歩道 Promenade
  9. DAYS
  10. Morning Smile
  11. 哀愁バイオレット Sorrow Violet
  12. きっとまたいつか Surely Some Other Day
  13. THIS WAY B.O.R. ver.
  14. 晴れ時どき雪 Clear Sometimes Snowing
- Do! (3 tháng 6 năm 2009)
  1. FAKE
  2. KATANA
  3. Sailing
  4. 紫陽花 Hydrangea
  5. HighRock!!
  6. 最後の晩餐 The Last Supper
  7. 二人の写真 Photo of Two Persons
  8. orange
  9. Dolphindance
  10. ジャンボリー Jamboree
  11. PaPaPa
  12. 真夏の疑惑 Doubt of Midsummer
  13. Quarrel
  14. Mint
  15. Special Lady～the wedding anthem～
- デパクラ 2 (DEPACLA 2)～DEPAPEPE PLAYS THE CLASSICS 2～ (2 tháng 12 năm 2009)
  1. 交響曲第９番～第４楽章 Beethoven's Symphony No.9, 4th Mouvement
  2. 行進曲「威風堂々」 Elgar's Pomp and Circumstance March
  3. 結婚行進曲 Mendelssohn's Wedding March
  4. グリーンスリーヴスによる幻想曲 Vaughan Williams's Fantasia on Greensleeves
  5. アダージョ・ト短調 Albinoni's Adagio in G Minor by Giazotto
  6. 亡き王女のためのパヴァーヌ Ravel - Pavane pour une Infante défunte (Pavane for a Dead Princess)
  7. トルコ行進曲 Mozart's Turkish March
  8. 天国と地獄 Offenbach's Orphée aux enfers (Orpheus in the Underworld) or widely known as Can-can dance
  9. 夜想曲第２番 Chopin's Nocturne No.2 Op.9
  10. 主よ、人の望みの喜びよ Bach's Jesu, Joy of Man's Desiring
- ONE (18 tháng 5 năm 2011)
  1. 恋水 Tears of Love
  2. Lion
  3. beautiful wind
  4. ONE
  5. Starry Night
  6. notes for Flora
  7. Route 128
  8. Hello
  9. Wind on the coastline
  10. Pride
  11. -Interlude-
  12. 白い花 White flowers
- Acoustic & Dining (3 tháng 10 năm 2012)
  1. UNION
  2. ツバメ
  3. Memories ft.Coba
  4. Three Minutes Cooking
  5. SPARK!
  6. あの橋を渡ろう
  7. Share My World feat.Sin(SINGULAR)
  8. always
  9. 風薫る
  10. Happy Birthday
  11. かがやける日々
- KISS (27 tháng 8 năm 2014)
  1. Life is a Journey
  2. Kiss
  3. four
  4. S.E.L.
  5. Light of Hope
  6. Circle of Love
  7. Howl of the Wolf
  8. Leopard
  9. Interlude～ネムル森～Nemr forest
  10. スミレViolet
  11. あの日見た空The sky we saw that day
  12. 青い鳥Blue Bird
  13. Sunburst
- Seek (29 tháng 4 năm 2020)

1. Disc 1
  1. GUILTY
  2. in your eyes
  3. War Cry
  4. 桜の頃
  5. Love Letter feat.三浦一馬
  6. a log
  7. She
  8. 空に描いて
  9. 水に揺らめくフィッシュテイル
  10. School days
  11. nite nite...ｚｚｚ
  12. The next ｗorld
  13. Last Dinner
2. Disc 2
  1. メジャーデビュー15周年記念インタビュー＆ドキュメント

## DVD
- 6 Color Rainbow - Video Clips Vol. 1 (25 tháng 1 năm 2006)
- Ciao! Bravo!! The Movie!!! - DEPAPEPE meets Digital Hollywood (19 tháng 7 năm 2006)
- ほろり二人旅 2007 (26 tháng 9 năm 2007)
- DEPAPEPEデビュー５年記念ライブ「Merry 5 round」日比谷野外大音楽堂 2009年5月6日 (30 tháng 9 năm 2009)